# Боймлер, Альфред
Альфред Боймлер (нем. Alfred Baeumler; 19 ноября 1887, Нове-Место-под-Смркем, Королевство Богемия, Австро-Венгрия — 19 марта 1968, Энинген-унтер-Ахальм, ФРГ) — немецкий философ и педагог, один из идеологов нацизма, близкий друг Томаса Манна.

## Взгляды
Альфред Боймлер широко использовал идеи Ницше. Силу индивидуума он увязывал с войной, при которой эта сила оказывалась просто необходимой.
Вместе с Альфредом Розенбергом — один из наиболее влиятельных идеологов Национал-социалистической немецкой рабочей партии (НСДАП).
С 1924 преподавал в Техническом Университете Дрездена, доцент в 1928 году, ординарный профессор в 1929 году. С 1933 читал курс лекций по философии и политическим наукам в университете Берлине, позже — директор Института политической педагогики, «Reichsamtsleiter» Управления науки Альфреда Розенберга.
Альфред Боймлер во многом способствовал превращению Ницше в пророка нацистской Германии.
Превратил мысли Ницше в миф, который в Германии поставили на службу нацистскому мировоззрению. Боймлер подчеркивал героизм, провозглашенный Ницше, его высказывания о силе воли и его идеал аристократического сообщества. Такие идеи можно найти у Ницше, философия которого не была систематичной и, который выступал против христианства и демократии. Однако Боймлер не упоминает ненависть Ницше к национализму и его концепцию германцев. Таким образом, его философия «героизма» стала частью нацистской идеологии.
Сам Боймлер был одним из академиков-философов Третьего рейха. Будучи профессором Берлинского университета, он стал связующим звеном между высшими учебными заведениями Германии и ведомством Альфреда Розенберга, который отвечал за идеологическую подготовку членов нацистской партии.
Боймлер увязал взгляды Ницше с нордическими и солдатскими достоинствами и добродетелями. Военный опыт преподносился им в героическом ореоле.

В своих работах писал: 
Задача нашей расы: быть лидером Европы. … Чем была бы Европа без германского Севера? Чем была бы Европа без Германии? Колонией Римской империи. … Германия может существовать только в виде мирового исторического величия. … Немецкое государство в будущем не будет продолжением творения Бисмарка, но будет создано из духа Ницше и духа Великой войны. 
Альфред Боймлер. Ницше и национал-социализм
Человеческий род требует вымирания людей, плохо приспособленных к окружающим условиям, слабаков и дегенератов. Христианство же старается их поддерживать.
Альфред Боймлер. Трактат по истории немецкого духа. Берлин, 1937.
Человек будет поступать аморально, пытаясь насильственно утвердить мораль.
Альфред Боймлер. Трактат по истории немецкого духа. Берлин, 1937.

## Избранные труды
- Kants Kritik der Urteilskraft, ihre Geschichte und Systematik, 1923.
- Bachofen und Nietzsche, 1929.
- Nietzsche, der Philosoph und Politiker, 1931.
- Nietzsches Philosophie in Selbstzegunissen, 1931.
- Die Unschuld des Werdens. Der Nachlass, ausgewählt und geordnet von Alfred Baeumler, 1931.
- Männerbund und Wissenschaft, 1934.
- Studien zur deutschen Geistesgeschichte, 1937.
- Politik und Erziehung. Reden und Aufsätze, 1937.